# 阮海
錦郡公阮海（越南语：／；16世紀？—1616年）一稱名阮福海，廣南阮主第一代領袖阮潢的第五子。
阮海生母為無考，在後黎朝任左都督。慎德元年（1600年），阮潢回到順化，留下他和皇孫潶在東都作質子。鄭松擔心阮潢進據西都，就奉黎敬宗黎維新還守。到安山縣，阮海向黎敬宗表示無異心，敬宗仍給他管兵。
弘定十七年（1616年）冬天，阮海在東都去世，贈太傅，諡雄俊，有子阮福嚴、阮福隆、阮福疆和阮福質居住在清化，嘉隆元年（1802年）賜姓阮祐氏。